# Погореловский
Погореловский — посёлок в Пронском районе Рязанской области России. Административный центр Погореловского сельского поселения.

## География
Посёлок расположен на правом берегу реки Проня напротив села Береговая Погореловка в 11 км на юго-восток от райцентра рабочего посёлка Пронск. 

## История
Посёлок совхоза «Погореловский» образован перед Великой Отечественной войной.
В 1992 г. указом ПВС РФ поселок центральной усадьбы совхоза «Погореловский» переименован в Погореловский.

## Население
| 2010 |
| ---- |
| 393  |

## Инфраструктура
В посёлке имеется Погореловская средняя общеобразовательная школа (новое здание построено в 1990 году). 